# Våbenkappe
Våbenkappen, undertiden også kaldet et våbentelt, er et draperi som hænges omkring et våbenskjold.
Oprindelsen kan føres tilbage til 1500-tallet og skal måske søges i de pragt- eller embedskapper som fyrster og høje embedsmænd bar til skue og som hørte til deres embedsinsignier.
Våbenkappe anvendes især til fyrster, højadel og indehavere af høje embeder, men ikke af alle i disse kategorier, og der er intet i vejen for at f.eks. borgerlige kan anvende den.
En våbenkappes ydre er i reglen purpur eller rød, men kan også være blå. Den er undertiden mønstret med f.eks. liljer, kroner eller napoleonske bier. Indersiden er i reglen hermelin men også gult og hvidt (guld og sølv) ses undertiden.